# DS 9
DS 9 este o mașină executivă introdusă în 2020 de DS. DS 9 este primul vehicul al companiei care a fost comercializat atât în Europa, cât și în Asia, dar asamblat exclusiv în China.